# سانتي لوكي
سانتي لوكي (بالإسبانية: Santiago Jiménez Luque)‏ (12 يناير 1993 بمالقة في إسبانيا - ) هو لاعب كرة قدم إسباني في مركز جناح ‏. لعب مع نادي تينيريفي وCD San Roque de Lepe ‏ وريال بيتيس بي وCD Ronda ‏ وتينيريفي ب ونادي الخيسيراس.

## وصلات خارجية
- سانتي لوكي على موقع قاعدة بيانات كرة القدم.إي يو (الإنجليزية)
- سانتي لوكي على موقع Soccerway.com (الإنجليزية)
- سانتي لوكي على موقع AS.com (الإسبانية)